# Chansonette-Quadrille
Chansonette-Quadrille, op. 259, är en kadrilj av Johann Strauss den yngre. Den spelades första gången den 5 oktober 1861 i Pavlovsk i Ryssland.

## Historia
Flera av verken som Johann Strauss och hand bröder komponerade till sina ryska konsertsäsonger publicerades både där och i Wien, men ofta under olika titlar. Ett exempel är Rigolboche-Quadrille, vilken Johann Strauss ryske förläggare A. Büttner saluförde såsom baserad på "lättsamma sånger från Paris" så kallade chansonetter. Anledningen till att Strauss använde sig av franske material för sin nya kadrilj visar på den succé som en grupp av sångerskor från Paris åtnjöt vid tiden i Sankt Petersburg. Strauss komposition drog inte bara nytta av flickornas repertoar utan tog även titeln från den mest populära sångerskans scennamn, den blonda 'Rigolboche' (vars riktiga namn var Marguerite Badel (1842-1920)). Den ryska publiken hörde Strauss Rigolboche-Quadrille (ursprungligen kallad Französische-Quadrille) för första gången vid en välgörenhetskonsert den 5 oktober 1861. I Wien spelades kadriljen först den 11 november 1861 vid en konsert i Volksgarten då under den nya titeln Chansonette-Quadrille.
På grund av missförstånd mellan Strauss ryske förläggare A. Büttner och hans österrikiske förläggare Carl Haslinger finns det två verk med opusnumret 259. Chansonette-Quadrille och Sehnsucht, Romanze.

## Om kadriljen
Speltiden är ca 5 minuter och 29 sekunder plus minus några sekunder beroende på dirigentens musikaliska tolkning.

## Weblänkar
- Chansonette-Quadrille i Naxos-utgåvan.